# Plantengemeenschap

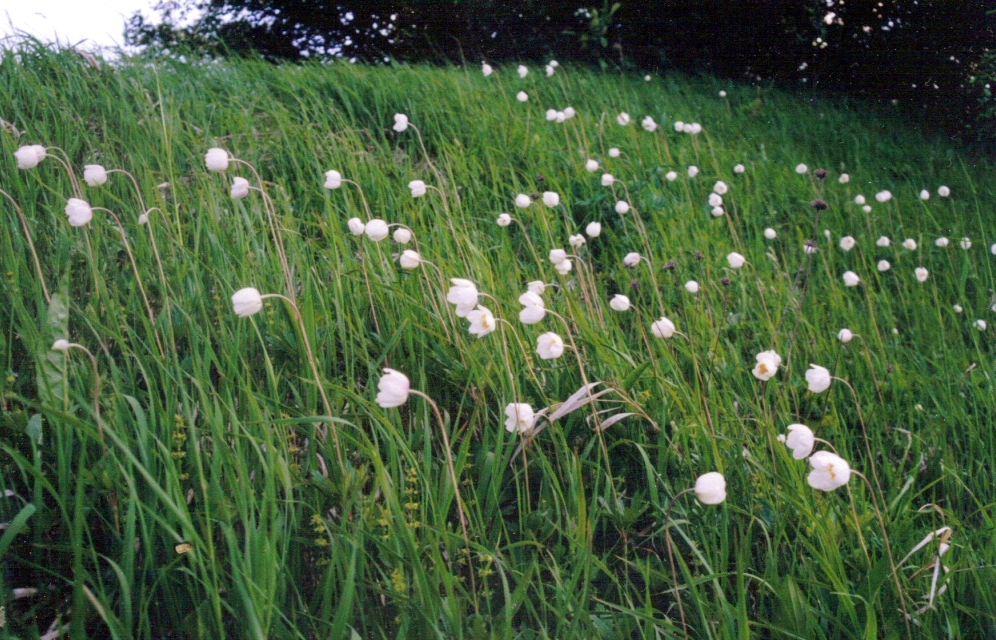
Kalkgrasland met Anemone sylvestris

Een plantengemeenschap, plantengezelschap of fytocoenon (meervoud: fytocoena), in de vegetatiekunde vaak kortweg gemeenschap genoemd, is een karakteristieke, niet willekeurige groep van planten in een vegetatie. Een plantengemeenschap heeft een zich regelmatig herhalende structuur, zowel in hoogterichting (vegetatielagen met mos-, kruid-, struik- en boomlaag) als in horizontale richting (zoals mozaïekpatronen, gemeenschapsgradiënten en ecologische gradiënten in zomen) als in de tijd (seizoensaspecten). 
Een dergelijke groep van planten heeft een bestendigheid en stabiliteit, die niet direct af te leiden is uit die van de afzonderlijke plantensoorten en kan zichzelf binnen bepaalde grenzen in stand houden. Verschillende plantengemeenschappen kunnen elkaar opvolgen (successie) door verandering van het milieu. 
Op kale grond ontwikkelen zich het eerst pioniergemeenschappen, waarna bij het rijker worden van de bodem door de afgestorven planten van de pioniersgemeenschap of uitspoeling een nieuwe gemeenschap tot ontwikkeling kan komen.
Voorbeelden zijn het eiken-haagbeukenbos (Stellario-Carpinetum) met een groot verschil in hoogte tussen bomen en ondergroei. Het blauwgrasland (Cirsio dissecti-Molinietum) daarentegen vertoont weinig verschil in hoogte.
Een pioniergemeenschap is bijvoorbeeld een kwelderzegge-associatie (Junco-Caricetum extensae) op zilte grond.

## Onderverdeling
Plantengemeenschappen worden ingedeeld in een hiërarchische structuur, enigszins vergelijkbaar met de taxonomie bij soorten. De elementaire eenheid is de associatie, een plantengemeenschap met een betrekkelijk constante soortensamenstelling en een aantal kensoorten. Associaties worden gegroepeerd in verbonden, vervolgens in orden en ten slotte in klassen. 
Ten behoeve van de praktische overzichtelijkheid zijn deze laatste op grond van fysiognomische kenmerken weer gegroepeerd in formaties.

## Nomenclatuur
De wetenschap die zich met de naamgeving van deze associaties en hogere groepen bezighoudt is de syntaxonomie. Elke onderverdeling wordt, naar analogie met het taxon, een syntaxon genoemd
Ook de naamgeving van de verschillende niveaus is gebaseerd op die van de soorten:
- Klasse: -etea (voorbeeld: Festuco-Brometea)
  - Orde: -etalia (voorbeeld: Brometalia)
    - Verbond: -ion (voorbeeld: Mesobromion)
      - Associatie: -etum (voorbeeld: Alnetum)
        - Subassociatie: -etosum (voorbeeld: Ericetum tetralicis cladonietosum) of typicum
 (deze worden verder niet vermeld)

## Plantengemeenschappen in Nederland en Vlaanderen
In het onderstaande overzicht staan de plantengemeenschappen die in Nederland en Vlaanderen voorkomen.

### Open water,moerassenen natte heiden

#### Brak-enzout water
- Klasse: Ruppia-klasse (Ruppietea)
  - Orde: Ruppia-orde (Zannichellio-Ruppietalia)
    - Verbond: Ruppia-verbond (Ruppion maritimae)
      - Associatie: Associatie van snavelrupia (Ruppietum maritimae)
      - Associatie: Associatie van spiraalruppia (Ruppietum cirrhosae)

- Klasse: Zeegras-klasse (Zosteretea)
  - Orde: Zeegras-orde (Zosteretalia)
    - Verbond: Zeegras-verbond (Zosterion)
      - Associatie: Associatie van klein zeegras (Zosteretum noltii)
      - Associatie: Associatie van groot zeegras (Zosteretum marinae)

#### Zoet water
- Klasse: Eendenkroos-klasse (Lemnetea)
  - Orde: Eendenkroos-orde (Lemnetalia minoris)
    - Verbond: Bultkroos-verbond (Lemnion minoris)
      - Associatie: Associatie van bultkroos en wortelloos kroos (Wolffio-Lemnetum gibbae)
      - Associatie: Associatie van veelwortelig kroos (Lemno-Spirodeletum polyrhizae)

    - Verbond: Puntkroos-verbond (Lemnion trisulcae)
      - Associatie: Watervorkjes-associatie (Riccietum fluitantis)

- Klasse: Kranswieren-klasse (Charetea fragilis)
  - Orde: Glanswier-orde (Nitelletalia flexilis)
    - Verbond: Wier-verbond (Nitellion flexilis)
      - Associatie: Associatie van doorschijnend glanswier (Nitelletum translucentis)

  - Orde: Kransblad-orde (Charetalia hispidae)
    - Verbond: Verbond van stekelharig kransblad (Charion fragilis)
      - Associatie: Associatie van sterkranswier (Nitellopsidetum obtusae)
      - Associatie: Associatie van stekelharig kransblad (Charetum hispidae)
      - Associatie: Associatie van ruw kransblad (Charetum asperae)

    - Verbond: Verbond van gewoon kransblad (Charion vulgaris)
      - Associatie: Associatie van gewoon kransblad (Charetum vulgaris)
      - Associatie: Associatie van kleinhoofdig glanswier (Lemno-Nitelletum capillaris)
      - Associatie: Associatie van groot boomglanswier (Tolypelletum proliferae)

  - Orde: Orde van brakwaterkransblad (Lamprothamnietalia papulosi)
    - Verbond: Verbond van brakwater-kransblad (Charion canescentis)
      - Associatie: Associatie van brakwater-kransblad (Charetum canescentis)

- Klasse: Fonteinkruiden-klasse (Potametea)
  - Orde: Orde van gesteelde zannichellia (Zannichellietalia pedicellatae)
    - Verbond: Verbond van gesteelde zannichellia (Zannichellion pedicellatae)
      - Associatie: Associatie van fijn hoornblad (Ceratophylletum submersi)
      - Associatie: Associatie van zilte waterranonkel (Ranunculetum baudotii)
      - Associatie: Associatie van groot nimfkruid (Najadetum marinae)

  - Orde: Orde van fonteinkruiden (Nupharo-Potametalia)
    - Verbond: Waterlelie-verbond (Nymphaeion)
      - Associatie: Associatie van doorgroeid fonteinkruid (Ranunculo fluitantis-Potametum perfoliati)
      - Associatie: Associatie van glanzig fonteinkruid (Potametum lucentis)
      - Associatie: Associatie van witte waterlelie en gele plomp (Myriophyllo-Nupharetum)
      - Associatie: Watergentiaan-associatie (Potameto-Nymphoidetum)

    - Verbond: Kikkerbeet-verbond (Hydrocharition morsus-ranae)
      - Associatie: Krabbenscheer-associatie (Stratiotetum)
      - Associatie: Associatie van groot blaasjeskruid (Utricularietum vulgaris)

    - Verbond: Verbond van kleine fonteinkruiden (Parvopotamion)
      - Associatie: Associatie van klein fonteinkruid (Potametum berchtoldii)
      - Associatie: Associatie van paarbladig fonteinkruid (Groenlandietum)
      - Associatie: Associatie van stijve waterranonkel (Ranunculetum circinati)
      - Associatie: Associatie van stomp fonteinkruid (Potametum obtusifolii)
      - Associatie: Associatie van waterviolier en kransvederkruid (Myriophyllo verticillati-Hottonietum)

  - Orde: Orde van haaksterrenkroos en grote waterranonkel (Callitricho-Potametalia)
    - Verbond: Verbond van grote waterranonkel (Ranunculion peltati)
      - Associatie: Associatie van waterviolier en sterrenkroos (Callitricho-Hottonietum)
      - Associatie: Associatie van klimopwaterranonkel (Ranunculetum hederacei)
      - Associatie: Associatie van teer vederkruid (Callitricho-Myriophylletum alterniflori)
      - Associatie: Associatie van vlottende waterranonkel (Callitricho hamulatae-Ranunculetum fluitantis)

- Klasse: Oeverkruid-klasse (Littorelletea)
  - Orde: Oeverkruid-orde (Littorelletalia)
    - Verbond: Oeverkruid-verbond (Littorellion uniflorae)
      - Associatie: Associatie van biesvaren en waterlobelia (Isoeto-Lobelietum)

    - Verbond: Verbond van ongelijkbladig fonteinkruid (Potamion graminei)
      - Associatie: Associatie van ongelijkbladig fonteinkruid (Echinodoro-Potametum graminei)
      - Associatie: Associatie van kleinste egelskop (Sparganietum minimi)

    - Verbond: Verbond van waternavel en stijve moerasweegbree (Hydrocotylo-Baldellion)
      - Associatie: Pilvaren-associatie (Pilularietum globuliferae)
      - Associatie: Associatie van vlottende bies (Scirpetum fluitantis)
      - Associatie: Associatie van veelstengelige waterbies (Eleocharitetum multicaulis)
      - Associatie: Associatie van waterpunge en oeverkruid (Samolo-Littorelletum)

    - Verbond: Naaldwaterbies-verbond (Eleocharition acicularis)
      - Associatie: Naaldwaterbies-associatie (Littorello-Eleocharitetum acicularis)

#### Moerassen
- Klasse: Klasse van bronbeekgemeenschappen (Montio-Cardaminetea)
  - Orde: Orde van bron- en bronbeekgemeenschappen (Montio-Cardaminetalia)
    - Verbond: Verbond van bittere veldkers en bronkruid (Cardamino-Montion)
      - Associatie: Bronkruid-associatie (Philonotido fontanae-Montietum)
      - Associatie: Associatie van paarbladig goudveil (Pellio epiphyllae-Chrysosplenetium oppositifolii)
      - Associatie: Kegelmos-associatie (Pellio-Conocephaletum)

- Klasse: Riet-klasse (Phragmitetea)
  - Orde: Vlotgras-orde (Nasturtio-Glyceriatalia)
    - Verbond: Vlotgras-verbond (Sparganio-Glycerion)
      - Associatie: Lidsteng-associatie (Eleocharito palustris-Hippuridetum)
      - Associatie: Associatie van blauwe waterereprijs en waterpeper (Polygono-Veronicetum annagallidis-aquaticae)
      - Associatie: Associatie van groot moerasscherm (Apietum nodiflori)
      - Associatie: Associatie van stomp vlotgras (Glycerietum plicatae)

    - Verbond: Watertorkruid-verbond (Oenanthion aquaticae)
      - Associatie: Watertorkruid-associatie (Rorippo-Oenanthetum)
      - Associatie: Associatie van egelskop en pijlkruid (Sagittario-Sparganietum)

  - Orde: Riet-orde (Phragmitetalia)
    - Verbond: Waterscheerling-verbond (Cicution virosae)
      - Associatie: Associatie van slangenwortel en waterscheerling (Cicuto-Calletum)
      - Associatie: Associatie van waterscheerling en hoge cyperzegge (Cicuto-Caricetum pseudocyperi)

    - Verbond: Riet-verbond (Phragmition australis)
      - Associatie: Mattenbies-associatie (Scirpetum lacustris)
      - Associatie: Associatie van ruwe bies (Scirpetum tabernaemontani)
      - Associatie: Associatie van heen en grote waterweegbree (Alismato-Scirpetum maritimi)
      - Associatie: Riet-associatie (Typho-Phragmitetum)

    - Verbond: Verbond van scherpe zegge (Caricion gracilis)
      - Associatie: Oeverzegge-associatie (Caricetum ripariae)
      - Associatie: Associatie van scherpe zegge (Caricetum gracilis)
      - Associatie: Blaaszegge-associatie (Caricetum vesicariae)
      - Associatie: Associatie van noordse zegge (Lysimachio-Caricetum aquatilis)

    - Verbond: Verbond van stijve zegge (Caricion elatae)
      - Associatie: Galigaan-associatie (Cladietum marisci)
      - Associatie: Pluimzegge-associatie (Caricetum paniculatae)
      - Associatie: Associatie van stijve zegge (Caricion elatae)

- Klasse: Klasse van kleine zeggen (Parvocaricetea)
  - Orde: Orde van zwarte zegge (Caricetalia nigrae)
    - Verbond: Verbond van zwarte zegge (Caricion nigrae)
      - Associatie: Associatie van drienervige en zwarte zegge (Caricetum trinervi-nigrae)
      - Associatie: Veenmosrietland (Pallavicinio-Sphagnetum)
      - Associatie: Associatie van moerasstruisgras en zompzegge (Carici curtae-Agrostietum caninae)

  - Orde: Knopbies-orde (Caricetalia davallianae)
    - Verbond: Knopbies-verbond (Caricion davallianae)
      - Associatie: Associatie van schorpioenmos en ronde zegge (Scorpidio-Caricetum diandrae)
      - Associatie: Associatie van vetblad en vlozegge (Campylio-Caricetum dioicae)
      - Associatie: Associatie van duinrus en parnassia (Parnassio-Juncetum atricapilli)
      - Associatie: Knopbies-associatie (Junco baltici-Schoenetum nigricantis)
      - Associatie: Associatie van bonte paardenstaart en moeraswespenorchis (Equiseto variegati-Salicetum repentis)

#### Hoogvenenen natteheiden
- Klasse: Klasse van hoogveenslenken (Scheuchzerietea)
  - Orde: Orde van hoogveenslenken (Scheuchzerietalia)
    - Verbond: Verbond van veenmos en snavelbies (Rhynchosporion albae)
      - Associatie: Waterveenmos-associatie (Sphagnetum cuspidato-obesi)
      - Associatie: Associatie van veenmos en snavelbies (Sphagno-Rhynchosporetum)
      - Associatie: Veenbloembies-associatie (Caricetum limosae)

    - Verbond: Draadzegge-verbond (Caricion lasiocarpae)
      - Associatie: Associatie van draadzegge en veenpluis (Eriophoro-Caricetum lasiocarpae)

- Klasse: Klasse van hoogveenbulten en natte heiden (Oxycocco-Sphagnetea)
  - Orde: Dophei-orde (Ericetalia tetralicis)
    - Verbond: Dophei-verbond (Ericion tetralicis)
      - Associatie: Associatie van moeraswolfsklauw en snavelbies (Lycopodio-Rhynchosporetum)
      - Associatie: Associatie van gewone dophei (Ericetum tetralicis)
      - Associatie: Associatie van kraaihei en gewone dophei (Empetro-Ericetum)

  - Orde: Hoogveenmos-orde (Sphagnetalia magellanici)
    - Verbond: Hoogveenmos-verbond (Oxycocco-Ericion)
      - Associatie: Associatie van gewone dophei en veenmos (Erico-Sphagnetum magellanici)
      - Associatie: Moerasheide (Sphagno palustris-Ericetum)

### Graslanden, zomen en droge heiden

#### Open tot min of meer gesloten graslanden
- Klasse: Klasse van pioniergraslanden op gruis- en steenbodems (Sedo-Scleranthetea)
  - Orde: Orde van droge graslanden op gruis- en steenbodems (Sedo-Scleranthetalia)
    - Verbond: Verbond van vetkruiden en kandelaartje (Alysso-Sedion)
      - Associatie: Associatie van tengere veldmuur (Cerastietum pumili)
      - Associatie: Associatie van kandelaartje en plat beemdgras (Saxifrago tridactylitis-Poetum compressae)

- Klasse: Violetea calaminariae
  - Orde: Violetalia calaminariae
    - Verbond: Zinkflora (Thlaspion calaminariae)
      - Associatie: Violetum calaminariae rhenanum
      - Associatie: Violetum guestphalicae

- Klasse: Klasse van droge graslanden op zandgrond (Koelerio-Corynephoretea)
  - Orde: Buntgras-orde (Corynephoretalia canescentis)
    - Verbond: Buntgras-verbond (Corynephorion canaescentis)
      - Associatie: Associatie van buntgras en heidespurrie (Spergulo-Corynephoretum)
      - Associatie: Duin-buntgras-associatie (Violo-Corynephoretum)

  - Orde: Struisgras-orde (Trifolio-Festucetalia ovinae)
    - Verbond: Dwerghaver-verbond (Thero-Airion)
      - Associatie: Vogelpootje-associatie (Ornithopodo-Corynephoretum)

    - Verbond: Verbond van gewoon struisgras (Plantagini-Festucion)
      - Associatie: Associatie van schapengras en tijm (Festuco-Thymetum serpylii)
      - Associatie: Duin-struisgras-associatie (Festuco-Galietum veri)

    - Verbond: Verbond van droge stroomdalgraslanden (Sedo-Cerastion)
      - Associatie: Associatie van vetkruid en tijm (Sedo-Thymetum pulegioidis)
      - Associatie: Associatie van sikkelklaver en zachte haver (Medicagini-Avenetum pubescentis)

  - Orde: Fakkelgras-orde (Cladonio-Koelerietalia)
    - Verbond: Duinsterretjes-verbond (Tortulo-Koelerion)
      - Associatie: Duinsterretjes-associatie (Phleo-Tortuletum ruraliformis)
      - Associatie: Kegelsilene-associatie (Sileno-Tortuletum ruraliformis)
      - Associatie: Associatie van oranjesteeltje en langkapselsterretje (Tortello-Bryoerythrophylletum)

    - Verbond: Verbond van droge, kalkrijke duingraslanden (Polygalo-Koelerion)
      - Associatie: Duin-paardenbloem-associatie (Taraxaco-Galietum veri)
      - Associatie: Associatie van wondklaver en nachtsilene (Anthyllido-Silenetum)

#### Voedselarme, gesloten graslanden
- Klasse: Klasse van heischrale graslanden (Nardetea)
  - Orde: Orde van heischrale graslanden (Nardetalia)
    - Verbond: Verbond van heischrale graslanden (Violion caninae)
      - Associatie: Associatie van liggend walstro en schapengras (Galio hercynici-Festucetum ovinae)
      - Associatie: Associatie van klokjesgentiaan en borstelgras (Gentiano pneumonanthes-Nardetum)
      - Associatie: Associatie van maanvaren en vleugeltjesbloem (Botrychio-Polygaletum)
      - Associatie: Associatie van betonie en gevinde kortsteel (Betonica-Brachypodietum)

- Klasse: Klasse van kalkgraslanden (Festuco-Brometea)
  - Orde: Orde van kalkgraslanden (Brometalia erecti)
    - Verbond: Verbond van matig droge kalkgraslanden (Mesobromion erecti)
      - Associatie: Kalkgrasland (Gentiano-Koelerietum)

#### Matig voedselrijke graslanden
- Klasse: Klasse van matig voedselrijke graslanden (Molinio-Arrhenatheretea)
  - Orde: Pijpenstrootje-orde (Molinietalia)
    - Verbond: Verbond van biezenknoppen en pijpenstrootje (Junco-Molinion)
      - Associatie: Blauwgrasland (Cirsio dissecti-Molinietum)
      - Associatie: Associatie van veldrus en gevlekte orchis (Crepido-Juncetum)

    - Verbond: Dotterbloem-verbond (Calthion palustris)
      - Associatie: Associatie van ratelaar en harlekijn (Rhinantho-Orchidetum morionis)
      - Associatie: Associatie van echte koekoeksbloem en gevleugeld hertshooi (Lychnido-Hypericetum tetrapteri)
      - Associatie: Associatie van boterbloemen en waterkruiskruid (Ranunculo-Senecionetum aquatici)
      - Associatie: Bosbies-associatie (Scirpetum sylvatici)
      - Associatie: Associatie van gewone engelwortel en moeraszegge (Angelico-Cirsietum oleracei)

  - Orde: Glanshaver-orde (Arrhenatheretalia)
    - Verbond: Verbond van grote vossenstaart (Alopecurion pratensis)
      - Associatie: Kievitsbloem-associatie (Fritillario-Alopecuretum)
      - Associatie: Associatie van grote pimpernel en weidekervel (Sanguisorbo-Silaetum)

    - Verbond: Glanshaver-verbond (Arrhenatherion elatioris)
      - Associatie: Glanshaver-associatie (Arrhenatheretum elatioris)

    - Verbond: Kamgras-verbond (Cynosurion cristati)
      - Associatie: Kamgrasweide (Lolio-Cynosuretum)
      - Associatie: Associatie van ruige weegbree en aarddistel (Galio-Trifolietum)

- Klasse: Weegbree-klasse (Plantaginetea majoris)
  - Orde: Weegbree-orde (Plantaginetalia majoris)
    - Verbond: Varkensgras-verbond (Polygonion avicularis)
      - Associatie: Associatie van Engels raaigras en grote weegbree (Plantagini-Lolietum perennis)
      - Associatie: Associatie van varkenskers en schijfkamille (Coronopodo-Matricarietum)
      - Associatie: Associatie van vetmuur en zilvermos (Bryo-Saginetum)

  - Orde: Fioringras-orde (Agrostietalia stoloniferae)
    - Verbond: Zilverschoon-verbond (Lolio-Potentillion anserinae)
      - Associatie: Associatievan geknikte vossenstaart (Ranunculo-Alopecuretum geniculati)
      - Associatie: Associatie van moeraszoutgras en fioringras (Triglochino-Agrostietum stoloniferae)
      - Associatie: Associatie van aardbeiklaver en fioringras (Trifolio fragiferi-Agrostietum stoloniferae)
      - Associatie: Associatie van kattendoorn en zilte zegge (Ononido-Caricetum distantis)

#### Zomen
- Klasse: Marjolein-klasse (Trifolio-Geranietea sanguinei)
  - Orde: Marjolein-orde (Origanetalia vulgaris)
    - Verbond: Marjolein-verbond (Trifolion medii)
      - Associatie: Associatie van dauwbraam en marjolein (Rubo-Origanetum)
      - Associatie: Associatie van parelzaad en salomonszegel (Polygonato-Lithospermetum)

- Klasse: Klasse van gladde witbol en havikskruiden (Melampyro-Holcetea mollis)
  - Orde: Orde van gladde witbol en havikskruiden (Melampyro-Holcetalia mollis)
    - Verbond: Verbond van gladde witbol en havikskruiden (Melampyrion pratensis)
      - Associatie: Associatie van hengel en gladde witbol (Hyperico pulchri-Melampyretum pratensis)
      - Associatie: Associatie van boshavikskruid en gladde witbol (Hieracio-Holcetum mollis)

#### Drogeheide
- Klasse: Klasse van droge heiden (Calluno-Ulicetea)
  - Orde: Struikheide-orde (Calluno-Ulicetalia)
    - Verbond: Verbond van struikhei en kruipbrem (Calluno-Genistion pilosae)
      - Associatie: Associatie van struikhei en stekelbrem (Genisto anglicae-Callunetum)
      - Associatie: Associatie van struikhei en bosbes (Vaccinio-Callunetum)

    - Verbond: Kraaihei-verbond (Empetrion nigri)
      - Associatie: Associatie van zandzegge en kraaihei (Carici arenariae-Empetretum)
      - Associatie: Associatie van eikvaren en kraaihei (Polypodio-Empetretum)
      - Associatie: Associatie van kruipwilg en kraaihei (Salici repentis-Empetretum)

### Kust en binnenlandse pioniersmilieus

#### Slikenwad
- Klasse: Zeekraal-klasse (Thero-Salicornietea)
  - Orde: Thero-Salicornietalia
    - Verbond: Zeekraal-verbond (Thero-Salicornion)
      - Associatie: Associatie van langarige zeekraal (Salicornietum dolichostachyae)
      - Associatie: Associatie van kortarige zeekraal (Salicornietum brachystachyae)
      - Associatie: Schorrenkruid-associatie (Suaedetum maritimae)

- Klasse: Slijkgras-klasse (Spartinetea)
  - Orde: Slijkgras-orde (Spartinetalia)
    - Verbond: Slijkgras-verbond (Spartinion)
      - Associatie: Associatie van klein slijkgras (Spartinetum maritimae)
      - Associatie: Associatie van Engels slijkgras (Spartinetum townsendii)

#### Vloedmerk
- Klasse: Klasse van vloedmerkgemeenschappen op zeedijken en rolkeistranden (Honckenyo-Elymetea arenarii)
  - Orde: Orde van vloedmerkgemeenschappen op zeedijken en rolkeistranden (Honckenyo-Elymetalia arenarii)
    - Verbond: Zeekool-verbond (Honckenyo-Crambion maritimae)
      - Associatie: Associatie van zeevenkel en zeekool (Critmho-Crambetum maritimae)

- Klasse: Klasse van vloedmerkgemeenschappen op zand en slik (Cakiletea maritimae)
  - Orde: Orde van vloedmerkgemeenschappen op zand en slik (Cakiletalia maritimae)
    - Verbond: Strandmelde-verbond (Atriplicion littoralis)
      - Associatie: Strandmelde-associatie (Atriplicetum littoralis)

    - Verbond: Loogkruid-verbond (Salsolo-Honckenyion peploidis)
      - Associatie: Associatie van loogkruid en zeeraket (Salsolo-Cakiletum maritimae)

#### Schor en kwelder
- Klasse: Zeeaster-klasse (Asteretea)
  - Orde: Kweldergras-orde (Glauco-Puccinellietalia)
    - Verbond: Verbond van gewoon kweldergras (Puccinellion maritimae)
      - Associatie: Associatie van gewoon kweldergras (Puccinellietum maritimae)
      - Associatie: Associatie van lamsoor en zeeweegbree (Plantagini-Limonietum)
      - Associatie: Zoutmelde-associatie (Halimionetum portulacoides)

    - Verbond: Verbond van stomp kweldergras (Puccinellio-Spergularion salinae)
      - Associatie: Associatie van stomp kweldergras (Puccinellietum distantis)
      - Associatie: Associatie van blauw kweldergras (Puccinellietum fasciculatae)
      - Associatie: Associatie van bleek kweldergras (Puccinellietum capillaris)
      - Associatie: Zeegerst-associatie (Parapholido strigosae-Hordeetum marini,)

    - Verbond: Verbond van Engels gras (Armerion maritimae)
      - Associatie: Associatie van zilte rus (Juncetum gerardii)
      - Associatie: Associatie van Engels gras en rood zwenkgras (Armerio-Festucetum littoralis)
      - Associatie: Kwelderzegge-associatie (Junco-Caricetum extensae)
      - Associatie: Associatie van rode bies (Blysmetum rufi)
      - Associatie: Zeealsem-associatie (Artemisietum maritimae)
      - Associatie: Zeekweek-associatie (Atriplici-Elytrigietum pungentis)
      - Associatie: Associatie van zeerus en zilt torkruid (Oenantho lachenalii-Juncetum maritimi)

- Klasse: Zeevetmuur-klasse (Saginetea maritimae)
  - Orde: Zeevetmuur-orde (Saginetalia maritimae)
    - Verbond: Zeevetmuur-verbond (Saginion maritimae)
      - Associatie: Associatie van zeevetmuur en Deens lepelblad (Sagino maritimae-Cochlearietum danicae)
      - Associatie: Associatie van strandduizendguldenkruid en krielparnassia (Centaurio-Saginetum)

#### Zeereep
- Klasse: Helm-klasse (Ammophiletea)
  - Orde: Helm-orde (Elymetalia arenarii)
    - Verbond: Biestarwegras-verbond (Agropyro-Honckenyion)
      - Associatie: Biestarwegras-associatie (Honckenyo-Agropyretum juncei)

    - Verbond: Helm-verbond (Ammophilion borealis)
      - Associatie: Helm-associatie (Elymo-Ammophiletum)

#### Pioniersmilieus enruderaleruigten
- Klasse: Muurvaren-klasse (Asplenietea)
  - Orde: Muurleeuwenbek-orde (Tortulo-Cimbalarietalia)
    - Verbond: Verbond van klein glaskruid (Parietarion judaicae)
      - Associatie: Associatie van klein glaskruid (Asplenio-Parietarietum)
      - Associatie: Muurbloem-associatie (Asplenio-Cheiranthetum cheiri)

    - Verbond: Muurleeuwenbek-verbond (Cymbalario-Asplenion)
      - Associatie: Muurvaren-associatie (Asplenietum rutae-murario-trichomanis)
      - Associatie: Tongvaren-associatie (Filici-Saginetum)

- Klasse: Klasse van akkergemeenschappen (Stellarietea mediae)
  - Orde: Orde van grote klaproos (Papaveretalia rhoeadis)
    - Verbond: Naaldenkervel-verbond (Caucalidion)
      - Associatie: Stoppelleeuwenbekjes-associatie (Kickxietum spuriae)
      - Associatie: Nachtkoekoeksbloem-associatie (Papaveri-Melandrietum noctiflori)

    - Verbond: Verbond van duivenkervel en kroontjeskruid (Fumario-Euphorbion)
      - Associatie: Associatie van grote ereprijs en witte krodde (Veronico-Lamietum hybridi)
      - Associatie: Tuinbingelkruid-associatie (Mercurialietum annuae)
      - Associatie: Associatie van korrelganzenvoet en stijve klaverzuring (Chenopodio-Oxalidetum fontanae)

  - Orde: Orde van gewone spurrie (Sperguletalia arvensis)
    - Verbond: Wildhalm-verbond (Aperion spica-venti)
      - Associatie: Korensla-associatie (Sclerantho annui-Arnoseridetum)
      - Associatie: Associatie van ruige klaproos (Papaveretum argemones )

    - Verbond: Verbond van vingergras en naaldaar (Digitario-Setarion)
      - Associatie: Associatie van gele ganzenbloem (Spergulo arvensis-Chrysanthemetum)
      - Associatie: Hanenpoot-associatie (Echinochloo-Setarietum)

- Klasse: Tandzaad-klasse (Bidentetea)
  - Orde: Tandzaad-orde (Bidentetalia tripartitae)
    - Verbond: Tandzaad-verbond (Bidention)
      - Associatie: Associatie van waterpeper en tandzaad (Polygono-Bidentetum)
      - Associatie: Associatie van goudzuring en moerasandijvie (Rumicetum maritimi)
      - Associatie: Associatie van ganzenvoeten en beklierde duizendknoop (Chenopodietum rubri)
      - Associatie: Slijkgroen-associatie (Eleocharito acicularis-Limoselletum)

- Klasse: Dwergbiezen-klasse (Isoeto-Nanojuncetea)
  - Orde: Dwergbiezen-orde (Nanocyperetalia)
    - Verbond: Dwergbiezen-verbond (Nanocyperion)
      - Associatie: Draadgentiaan-associatie (Cicendietum filiformis)
      - Associatie: Associatie van borstelbies en moerasmuur (Isolepido-Stellarietum uliginosae)
      - Associatie: Associatie van dwergbloem en hauwmos (Centunculo-Anthocerotetum punctati)
      - Associatie: Grondster-associatie (Digitario-Illecebretum)

- Klasse: Klasse van ruderale gemeenschappen (Artemisietea vulgaris)
  - Orde: Raketten-orde (Chenopodio-Urticetalia)
    - Verbond: Verbond van kleverig kruiskruid (Salsolion ruthenicae)
      - Associatie: Vlieszaad-associatie (Bromo-Coryspermetum)
      - Associatie: Associatie van raketten en kompassla (Erigeronto-Lactucetum)

    - Verbond: Kaasjeskruid-verbond (Arction)
      - Associatie: Associatie van kleine brandnetel (Urtico-Malvetum neglectae)
      - Associatie: Kruipertje-associatie (Hordeetum murini)
      - Associatie: Associatie van stinkende ballote en andere netels (Balloto-Arctietum)

  - Orde: Orde van distels en ruwbladigen (Onopordetalia acanthii)
    - Verbond: Verbond van distels en ruwbladigen (Onopordion acanthii)
      - Associatie: Slangenkruid-associatie (Echio-Verbascetum)

  - Orde: Wormkruid-orde (Agropyretalia repentis)
    - Verbond: Wormkruid-verbond (Dauco-Melilotion)
      - Associatie: Honingklaver-associatie (Echio-Melilotetum)
      - Associatie: Kweekdravik-associatie (Bromo inermis-Eryngietum campestris)
      - Associatie: Wormkruid-associatie (Tanaceto-Artemisietum)

### Ruigten,struwelenenbossen

#### Ruigtenenzomen
- Klasse: Klasse van natte strooiselruigten (Convolvulo-Filipenduletea)
  - Orde: Moerasspirea-orde (Filipenduletalia)
    - Verbond: Moerasspirea-verbond (Filipendulion)
      - Associatie: Associatie van moerasspirea en echte valeriaan (Valeriano-Filipenduletum)

  - Orde: Orde van harig wilgenroosje (Convolvuletalia sepium)
    - Verbond: Verbond van harig wilgenroosje (Epilobion hirsuti)
      - Associatie: Rivierkruiskruid-associatie (Valeriano-Senecionetum)
      - Associatie: Moerasmelkdistel-associatie (Soncho-Epilobietum hirsuti)
      - Associatie: Associatie van strandkweek en heemst (Oenantho-Althaeetum)

- Klasse: Klasse van nitrofiele zomen (Galio-Urticetea)
  - Orde: Orde van nitrofiele zomen (Glechometalia)
    - Verbond: Verbond van look-zonder-look (Galio-Alliarion)
      - Associatie: Associatie van fijne kervel en winterpostelein (Claytonio-Anthriscetum caucalidis)
      - Associatie: Heggendoornzaad-associatie (Torilidetum japonicae)
      - Associatie: Kruisbladwalstro-associatie (Urtico-Cruciatetum laevipedis)
      - Associatie: Associatie van look-zonder-look en dolle kervel (Alliario-Chaerophylletum temuli)
      - Associatie: Zevenblad-associatie (Urtico-Aegopodietum)
      - Associatie: Kruidvlier-associatie (Heracleo-Sambucetum ebuli)

- Klasse van kapvlaktegemeenschappen (Epilobietea angustifolii)
  - Orde: Orde van kapvlaktegemeenschappen (Epilobietalia angustifolii)
    - Verbond: Wilgenroosjes-verbond (Carici piluliferae-Epilobion angustifolii)
      - Associatie: Wilgenroosje-associatie (Senecioni sylvatici-Epilobietum angustifolii)

#### Struwelen
- Klasse: Brummel-klasse (Lonicero-Rubetea plicati)
  - Orde: Brummel-orde (Rubetalia plicati)
    - Verbond: Brummel-verbond (Lonicero-Rubion sylvatici)
      - Associatie: Associatie van zoete haarbraam (Rubetum grati)
      - Associatie: Associatie van donkere bosbraam (Rubetum silvatici)
      - Associatie: Associatie van sierlijke woudbraam (Rubetum pedemontani)

- Klasse: Klasse van wilgenbroekstruwelen (Franguletea)
  - Orde: Orde van wilgenbroekstruwelen (Salicetalia auritae)
    - Verbond: Verbond van wilgenbroekstruwelen (Salicion cinereae)
      - Associatie: Associatie van geoorde wilg (Salicetum auritae)
      - Associatie: Associatie van grauwe wilg (Salicetum cinereae)

- Klasse: Klasse van doornstruwelen (Rhamno-Prunetea)
  - Orde: Sleedoorn-orde (Prunetalia spinosae)
    - Verbond: Verbond van sleedoorn en bramen (Pruno-Rubion sprengelii)
      - Associatie: Associatie van rode kornoelje en fraaie kambraam (Corno sanguineae-Rubetum vestiti)
      - Associatie: Associatie van sleedoorn en rode grondbraam (Pruno spinosae-Rubetum sprengelii)
      - Associatie: Associatie van egelantier en gedraaide koepelbraam (Roso rubiginosae-Rubetum affinis)

    - Verbond: Verbond van sleedoorn en meidoorn (Carpino-Prunion)
      - Associatie: Associatie van sleedoorn en eenstijlige meidoorn (Pruno-Crataegetum)
      - Associatie: Associatie van hondsroos en jeneverbes (Roso-Juniperetum)

    - Verbond: Liguster-verbond (Berberidion vulgaris)
      - Associatie: Associatie van duindoorn en vlier (Hippophao-Sambucetum)
      - Associatie: Associatie van duindoorn en liguster (Hippophao-Ligustretum)
      - Associatie: Associatie van wegedoorn en eenstijlige meidoorn (Rhamno-Crataegetum)
      - Associatie: Associatie van rozen en liguster (Pruno spinosae-Ligustretum)
      - Associatie: Associatie van hazelaar en purperorchis (Orchio-Cornetum)

#### Natte bossen
- Klasse: Klasse van wilgenvloedbossen en -struwelen (Salicetea purpureae)
  - Orde: Orde van wilgenvloedbossen en -struwelen (Salicetalia)
    - Verbond: Verbond van wilgenvloedbossen en -struwelen (Salicion albae)
      - Associatie: Bijvoet-ooibos (Artemisio-Salicetum albae)
      - Associatie: Lissen-ooibos (Irido-Salicetum albae)
      - Associatie: Veldkers-ooibos (Cardamino amarae-Salicetum albae)

- Klasse: Klasse van elzenbroekbossen (Alnetea glutinosae)
  - Orde: Orde van elzenbroekbossen (Alnetalia glutinosae)
    - Verbond: Verbond van elzenbroekbossen (Alnion glutinosae)
      - Associatie: Bosmuur-elzenbos (Stellario-Alnetum)
      - Associatie: Elzenzegge-elzenbroek (Carici elongatae-Alnetum)
      - Associatie: Elzen-berkenbroek (Sphagno-Alnetum)
      - Associatie: Koningsvaren-elzenbroek (Carici laevigatae-Alnetum)
      - Associatie: Moerasvaren-elzenbroek (Thelypterido-Alnetum)
      - Associatie: Ruigt-elzenbos (Macrophorbio-Alnetum)

- Klasse: Klasse van berkenbroekbossen (Vaccinio-Betuletea pubescentis)
  - Orde: Orde van berkenbroekbossen (Vaccinio-Betuletalia pubescentis)
    - Verbond: Verbond van berkenbroekbossen (Betulion pubescentis)
      - Associatie: Berken-elzenbroek (Alno-Betuletum pubescentis)
      - Associatie: Dophei-berkenbroek (Erico-Betuletum pubescentis)
      - Associatie: Kraaihei-berkenbos (Empetrum-Betuletum pubescentis)
      - Associatie: Zompzegge-berkenbroek (Carici curtae-Betuletum pubescentis)

#### Droge bossen
- Klasse: Klasse van naaldbossen (Vaccinio-Piceetea)
  - Orde: Orde van naaldbossen (Vaccinio-Piceetalia)
    - Verbond: Verbond van naaldbossen (Dicrano-Pinion)
      - Associatie: Gaffeltandmos-jeneverbesstruweel (Dicrano-Juniperetum)
      - Associatie: Korstmossen-dennenbos (Cladonio-Pinetum sylvestris)
      - Associatie: Kussentjesmos-dennenbos (Leucobryo-Pinetum)

- Klasse: Klasse van eiken- en beukenbossen op voedselarme grond (Quercetea robori-petraeae)
  - Orde: Orde van eiken- en beukenbossen op voedselarme grond (Quercetalia roboris)
    - Verbond: Zomereik-verbond (Quercion roboris)
      - Associatie: Berken-eikenbos (Betulo-Quercetum roboris)
      - Associatie: Beuken-eikenbos (Fago-Quercetum)
      - Associatie: Bochtige smele-beukenbos (Deschampsio-Fagetum)
      - Associatie: Duin-eikenbos (Convallario-Quercetum dunense)

    - Verbond: Verbond van veldbies-beukenbossen (Luzulo-Fagion)
      - Associatie: Veldbies-beukenbos (Luzulo luzuloides-Fagetum)

- Klasse: Klasse van eiken- en beukenbossen op voedselrijke grond (Querco-Fagetea)
  - Orde: Orde van eiken- en beukenbossen op voedselrijke grond (Fagetalia sylvaticae)
    - Verbond: Verbond van els en gewone vogelkers (Alno-Padion)
      - Onderverbond: Ulmenion carpinifoliae
        - Associatie: Abelen-iepenbos (Violo odoratae-Ulmetum)
        - Associatie: Essen-iepenbos (Fraxino-Ulmetum)
        - Associatie: Meidoorn-berkenbos (Crataego-Betuletum)

      - Onderverbond: Circaeo-Alnenion
        - Associatie: Goudveil-essenbos (Carici remotae-Fraxinetum) (synoniem: Elzenbronbos (Chrysosplenio oppositifolii-Alnetum)
        - Associatie: Vogelkers-essenbos (Pruno-Fraxinetum)

    - Verbond: Haagbeuken-verbond (Carpinion betuli)
      - Associatie: Eiken-haagbeukenbos (Stellario-Carpinetum)
      - Associatie: Eiken-haagbeukenbos met wilde hyacint (Endymio-Carpinetum)

    - Verbond: Beuken-verbond (Fagion sylvaticae)
      - Associatie: Eiken-beukenbos met wilde hyacint (Endymio-Fagetum)
      - Associatie: Parelgras-beukenbos (Melico-Fagetum)
      - Associatie: Gierstgras-beukenbos (Milio-Fagetum)

## Plantengemeenschappen in Europa
Buiten België en Nederland worden in Europa nog volgende plantengemeenschappen beschreven:

#### Bossen
- Klasse: Pruno hixae-Lauretea novocanariensis 
  - Orde: Andryalo-Ericetalia
    - Verbond: Fayal-brezal (Myrico fayae-Ericion arboreae)

  - Orde: Laurisilva (Pruno hixae-Lauretalia novocanariensis)